# Mount Sladen
Mount Sladen är ett berg i Antarktis. Det ligger i Sydorkneyöarna. Argentina och Storbritannien gör anspråk på området. Toppen på Mount Sladen är 890 meter över havet, eller 229 meter över den omgivande terrängen. Bredden vid basen är 1,6 km. Mount Sladen ligger på ön Coronation Island.
Terrängen runt Mount Sladen är varierad. Havet är nära Sladen åt sydväst. Trakten är obefolkad. Det finns inga samhällen i närheten. 